# 连湾街道
连湾街道，是中华人民共和国辽宁省葫芦岛市龙港区下辖的一个乡镇级行政单位。

## 行政区划
连湾街道下辖以下地区：
都市花园社区、凯帝家园社区、茨山村、齐屯村、荒地村和跃进村。